# 國道288號 (日本)
國道288號是日本福島縣郡山市至雙葉郡雙葉町的一般國道。

## 地理

### 通過市町村
- 福島縣
  - 郡山市 - 田村郡三春町 - 田村市 - 雙葉郡大熊町 - 雙葉郡双葉町

### 連接路線
- 東京都
  - 國道4號（郡山市日和田町）
  - 國道6號（双葉町牛踏交差點）
- 福島縣
  - 國道399號（日语：国道399号）（田村市都路町楢梨子新町交差點）
  - 磐越自動車道 船引三春交流道（田村市）
- 茨城縣
  - 國道349號（日语：国道349号）（田村市船引町北町南町交差點）
  - 國道349號船引旁路（日语：船引バイパス）（田村市船引町館柄前交差點）

## 關連項目
- 日本一般國道一覽
- 東北地方道路一覽